# Conus acuminatus
Conus acuminatus é uma espécie de gastrópode do gênero Conus, pertencente a família Conidae.